# Беларуская школа (журнал)
Беларуськая школа — щомісячний науково-популярний, педагогічний та літературно-громадський журнал білоруської меншини в Латвії, заснований як орган Товариства білоруських вчителів та педагогічний додаток до газети «Голос білоруса». Видавався білоруською мовою в Ризі (1926–1929, 1932–1933). З № 4 (1933) виходив кожні 2 місяці. Головний редактор — Костянтин Єзовітов.

## Історія
Піднімав актуальні суспільно-політичні та освітні питання білоруської меншини, широко висвітлював роботу та становище білоруських гімназій та шкіл Латвії, організацію їхнього навчально-виховного процесу, освіту, діяльність «Товариства білоруських вчителів у Латвії» та «Білоруського науково-краєзнавчого товариства у Латвії». В «Білоруській школі» були опублікуванні статути цих організацій, заклики та програма зі збирання білоруського фольклору.
В журналі описувалися історичні події 1917–1919 у Білорусі, у тому числі про Перший Загальнобілоруський конгрес, виникнення Білоруської Народної Республіки та діяльність її лідерів, повідомляв про національно-визвольний рух у Західній Білорусі.

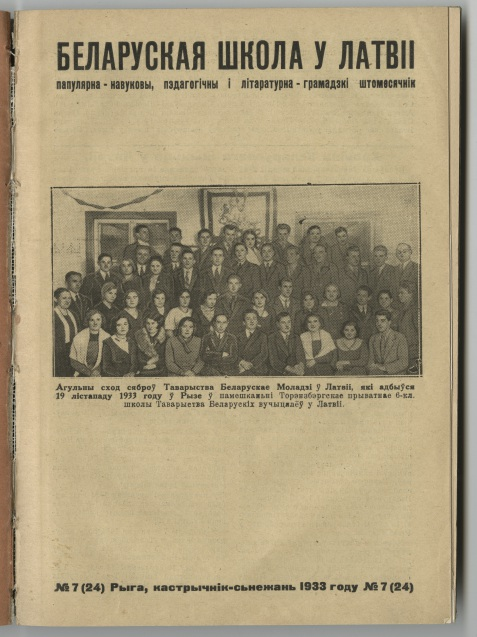
Титульний аркуш останнього номера журналу, (1933)

Журнал містив нариси «Білорусь у минулому і теперішньому» Єзовітова, «Литовська метрика та її значення для вивчення минулого Білорусі» Дмитра Довгяла, «Люцинський замок наприкінці XVI століття». Вацлава Ластовського (під псевдонімом Власт), «Охорона старожитностей на Вітебщині» Болеслава Брежги, «Як навчати в новій школі» Антона Луцкевича, «до історії збирання та германізації білоруських народних пісень» та інше.
В журналі надавалася значна увага культурному життю Білорусі, виходили статті про постановки Білоруського державного театру, його режисера Є. Мировича, Білоруського державного музею, Академічну конференцію 1926 р., Всебілоруську нараду архівістів.
На сторінках журналу містяться статті про директора Двінської білоруської гімназії Сергія Сахарова та інших вчителів, громадського діяча та мовознавця Броніслава Тарашкевича з нагоди 50-річчя Янки Купали, Якуба Коласа, Владислава Голубка, матеріали у зв'язку зі смертю Е. Райніса та його роль у суспільному житті білоруської меншини, твори В. Вальтара, П. Масальського (під псевдонімом. П. Сакол), В. Ніканович-Сахарова (під псевдонімом. Б. Лепельчанка), Я. Воркуля, С. Следзевського, А. Новомира, переклади білоруською мовою творів Райніса, А. Упіта, рецензії та анотації до збірок білоруських письменників, виданих у Латвії, «Словенська збірка» (вид. у Югославії) та ін.
Журнал «Беларуская школа» інформував про діяльність Білоруського національного театру в Ризі, Дні білоруської культури в Латвії, зробив огляди культурного життя білорусів Литви, Західної Білорусі та Чехословаччини.
Загалом було опубліковано 24 випуски журналу. Закритий після встановлення диктатури Карліса Ульманіса.